# Астрахань (фрегат)
«Астрахань» — парусный фрегат Каспийской флотилии Российской империи, находившийся в составе флота с 1784 по 1798 год, один из пяти фрегатов типа «Кавказ». В течение службы совершал плавания в Каспийском море, вплоть до берегов Персии, а по окончании службы был разобран в Астрахани.

## Описание судна
Парусный деревянный фрегат типа «Кавказ», одно из пяти судов этого типа, строившихся для нужд Каспийской флотилии на Казанской верфи с 1784 по 1798 год. Длина судна по сведениям из различных источников могла составлять от 30,48 до 30,5 метра, ширина от 7,9 до 7,92 метра, а осадка от 2,4 до 2,44 метра. Вооружение судна составляли четырнадцать 6-фунтовых орудий и шесть полуфунтовых фальконетов.

## История службы
Фрегат «Астрахань» был заложен на стапелях Казанской верфи 25 сентября (6 октября) 1783 года и после спуска на воду 2 (13) мая 1784 года вошёл в состав Каспийской флотилии России. Строительство вели кораблестроители Ф. Д. Игнатьев и Протопопов.
В кампанию 1784 года фрегат был переведён по Волге с верфи в Астрахань и вместе с фрегатом «Кавказ» 26 июля (6 августа) вытянулся на астраханский рейд. 1 (12) августа в составе эскадры под общим командованием капитана 1-го ранга П. И. Ханыкова и 6 (17) августа бросил якорь на реке Яме, где уже находился бомбардирский корабль. 26 сентября (7 октября) все корабли эскадры ушли в Астрахань, а «Кавказ» остался на зимовку на ямском рейде.
В июле 1785 года фрегат подошёл к берегам Персии, где сменил в крейсерских плаваниях находившийся там фрегат «Кавказ».
С 1786 по 1795 год также выходил в плавания в Каспийское море в составе отрядов кораблей Каспийской флотилии, доходя до берегов Персии. При этом в кампанию 1791 года фрегат подвергся тимберовке в Астрахани.
По окончании службв в 1798 году фрегат «Астрахань» был разобран в Астрахани.

## Командиры фрегата
Командирами фрегата «Астрахань» в составе Российского императорского флота в разное время служили:
- И. И. Арсеньев (1784—1789 годы);
- Е. Н. Куцук (1791 год);
- И. Ф. Соловьёв (1792 год);
- В. Коровин (1793 год);
- И. Ф. Соловьёв (1794 год);
- А. П. Геннекин (1795 год).

### Комментарии
1. ↑  Также в рамках серии были построены фрегаты «Кавказ», «Кизляр», № 1 и № 2[1].
2. ↑  100 футов[2].
3. ↑  26 футов[2].
4. ↑  8 футов[2].